# Juillet 1847

## Événements
- Nouvelle-Zélande : fin de la première guerre māori, après trois ans de guerre. Le gouvernement fait occuper de vastes étendues de terre māori afin de promouvoir la colonisation de manière officielle.

- 1er juillet : Hencke, astronome amateur, découvre l'astéroïde Hébé.

- 5 juillet, France : Victor Hugo se remet à la rédaction des Misérables. Il y travaille depuis des mois avec des arrêts. Ce travail sans cesse repris et interrompu durera longtemps.

- 8 - 17 juillet, France : procès devant la Chambre des pairs de deux anciens ministres, Teste et le général Despans-Cubières, accusés de corruption dans l'affaire des mines de Gouhenans.

- 9 juillet, France : début de la campagne des banquets avec un premier banquet à Paris, réunissant mille deux cents convives dans le jardin du Château-Rouge à Montmartre (Duvergier de Hauranne, Molé, Barrot). Guizot ayant interdit les réunions publiques, les chefs politiques offrent des banquets au cours desquels on porte des toasts en faveur de la réforme, toasts suffisamment longs pour ressembler à des discours. Tocqueville et ses amis s'abstiennent d'y participer. Un banquet gigantesque est prévu à Paris pour le 22 février 1848.

- 11 juillet, France : nouvelle loi sur le régime des irrigations.

- 12 juillet, France : tentative de suicide de Teste.

- 15 juillet, France : Teste est condamné à trois ans de prison et à une lourde amende.

- 16 juillet, France : Cubières est condamné à la dégradation civique et à une amende.

- 17 juillet, France : Parmentier est condamné à une amende.

- 18 juillet, France : à Mâcon, banquet offert à Lamartine.

- 20 juillet : la Diète de Suisse dissout le Sonderbund, qui lance alors ses troupes contre le Tessin et ouvre la guerre civile. Le Sonderbund est battu, et l’Autriche, la France et la Prusse offrent leur médiation. La Diète adopte des mesures financières à l’encontre des cantons catholiques. Des gouvernements radicaux sont installés dans les cantons catholiques et les congrégations religieuses (y compris les jésuites) sont expulsées du pays.

- 26 juillet :
  - Le Libéria devient indépendant et se dote d’une Constitution de type nord-américain, sa capitale est Monrovia (cf. Monroe). Création du drapeau Libérien inspiré de celui des États-Unis.
  - France :
    - à la Chambre des pairs, Montalembert met en accusation le vandalisme des restaurations. Victor Hugo l'approuve pleinement;
    - Clôture de la session parlementaire.

- 29 juillet, France : Alexis de Tocqueville envoie à Jules Dufaure une lettre-programme du nouveau parti de la «jeune gauche».

## Naissances
- 2 juillet : Marcel Alexandre Bertrand (mort en 1907), géologue français.
- 9 juillet : Félix Buhot, peintre, graveur et illustrateur français († 26 avril 1898).
- 14 juillet : Gustav Eberlein, sculpteur, peintre, illustrateur et écrivain allemand († 5 février 1926).
- 20 juillet : Max Liebermann, peintre et graveur allemand († 8 février 1935).
- 28 juillet : James Ludovic Lindsay (mort en 1913), astronome amateur et philatéliste britannique.

## Décès
- 22 juillet : Henry de Magneville (né en 1771), géologue français.